# 20256 Adolfneckař
(20256) Adolfneckař, denumire internațională (20256) Adolfneckar, este un asteroid din centura principală de asteroizi.

## Descriere
20256 Adolfneckař este un asteroid din centura principală de asteroizi. A fost descoperit pe 23 martie 1998 la Observatorul din Ondřejov de Petr Pravec. Asteroidul prezintă o orbită caracterizată de o semiaxă mare de 2,36 ua, o excentricitate de 0,19 și o înclinație de 4,9° în raport cu ecliptica.